# Tetrapyra
Tetrapyra là một chi bướm đêm thuộc họ Noctuidae.